# Zasada właściwości legis foris
Zasada właściwości legis fori (legis loci processus) - zasada w prawie prywatnym międzynarodowym, regulująca postępowanie sądowe. Według niej prawem merytorycznym właściwym jest prawo miejsca siedziby władzy orzekającej. Sformułowanie tej zasady wiąże się z Jacobusem Balduinusem (Jakubem Balduinim). Przyjęta przez Jacques'a de Revigny'ego i Bartolusa de Saxoferrato.